# Alternatif Bank
Ne doit pas être confondu avec Akbank.
Alternatifbank (ou Abank) est une banque turque fondée en 1991.

## Histoire
ABank est partiellement rachetée par The Commercial bank of Qatar en 2013 puis complètement le 19 décembre 2016.